# Ilha do Mar Virado
Ilha do Mar Virado är en ö i Brasilien.   Den ligger i delstaten São Paulo, i den sydöstra delen av landet, 900 km söder om huvudstaden Brasília.